# 忠臣蔵 (1990年のテレビドラマ)
『忠臣蔵』（ちゅうしんぐら）は、1990年12月26日にTBSで放送されたテレビドラマである。第28回ギャラクシー賞優秀賞受賞作品。

## 概要
TBS創立40周年記念時代劇特別企画として制作され、大石内蔵助（ビートたけし）と共に、老人となった大野九郎兵衛（緒形拳）を語り部、兼、若い頃は討ち入り反対派の中心として位置づけ、ダブル主演として事件を描いている。冒頭では筑紫哲也による歌舞伎『仮名手本忠臣蔵』の解説シーンが挿入されていた。
ストーリーはどこかの山村でひっそりと暮らす年老いた大野九郎兵衛の所に、青年の武士（高嶋政伸）が忠臣蔵の話を聞きたいと訪れ、青年に対し過去の話として語るという形になっている。
この作品での内蔵助は、小心者で臆病な性格で、仇討の意志はなかったのだが、周囲から討ち入りのリーダーに祭り上げられ、討ち入りせざるを得ない状況に追い込まれるという、従来の忠臣蔵とは違う姿で描かれている。また、他の討ち入りに参加した46人も、純粋に浅野内匠頭（三田村邦彦）の仇討をしたいと考える者だけでなく、仇討に成功したさいには良い条件で他藩に仕官出来ると打算的に考え討ち入りに参加した者もいて、討ち入りが成功し、明るい未来が訪れると喜ぶ堀部安兵衛（陣内孝則）に対し、悲観的な将来を見通し、そんなに上手く行くのかと疑問を投げかける内蔵助の台詞がある等、こちらも従来の忠臣蔵とは違う描かれ方をしている。

## スタッフ
- プロデューサー：八木康夫
- 演出：竹之下寛次
- 脚本：池端俊策
  - 『池端俊策ベストシナリオセレクション2』三一書房、1998年1月。ISBN 978-4380985560。 - この作品のシナリオを収録。
- 脚本協力：岸宗生
- 音楽：S.E.N.S.
- 殺陣：國井正廣
- スタジオ協力：生田スタジオ
- 制作補：壁谷悌之、土井裕泰
- 演出補：加藤浩丈、山越克雄、渡部敏雄、内田誠、磯山晶

## キャスト
| - 大石内蔵助：ビートたけし - 大野九郎兵衛：緒形拳 - 大石りく：竹下景子 - 堀部安兵衛：陣内孝則 - 大石主税：真木蔵人 - おかる：中山美穂 - くう：尾羽智加子 - 吉千代：真下卓 - 堀部弥兵衛：下條正巳 - きち：かとうかず子 - 奥田孫太夫：斎藤晴彦 - 高田郡兵衛：佐野史郎 - 矢頭右衛門七：的場浩司 - 岡島八十右衛門：杉本哲太 - 小野寺十内：庄司永建 - 杉野十平次：羽賀研二 - 早水藤左衛門：金子研三 - 大高源五：長谷川初範 - 神崎与五郎：中丸新将 - 勝田新左衛門：光石研 | - 武林唯七：我王銀次 - 倉橋伝助：芦川誠 - 荒木十左衛門：室田日出男 - 井上団右衛門：中野誠也 - 奥野将監：織本順吉 - 進藤源四郎：大塚周夫 - 小山源五左衛門：塚本信夫 - 室井左六：佐々木勝彦 - 戸田権左衛門：有川博 - 真柄勘太夫：藤木孝 - 榊原采女：草薙幸二郎 - 天野屋利兵衛：小林稔侍 - 宝井其角：財津一郎 - 新井勘解由：藤田敏八 - 青年の武士：高嶋政伸 - 原惣右衛門：伊東四朗 - 浅野内匠頭：三田村邦彦 - 吉良上野介：東千代之介 - 細井広沢：西田敏行 |

| - 渡辺満里奈 - 鶴田忍 - 武藤章生 - 須永慶 - 林昭夫 - 川上泳 - 芹沢名人 - 谷津勲 - 新井昌和 - 加地健太郎 - ト字たかお - 水森コウ太 - 加賀谷純一 - 新井量大 - 及川ヒロオ - 山崎満 | - 渥美博 - 大念寺誠 - 長沢大 - 小川美那子 - 磯村千花子 - 阿部六郎 - 橘家二三蔵 - おやま克博 - 長谷有洋 - 河原田安啓 - 窪園純一 - 国枝量平 - 原久美子 - 佐藤江珠 - 渡会良 - ジーコ内山 ほか |